# Die Entführung aus dem Serail
Die Entführung aus dem Serail (en alemany, El rapte en el serrall o El rapte del serrall) és un singspiel en tres actes compost per Wolfgang Amadeus Mozart, sobre llibret de Gottlieb Stephanie, adaptat d'un text de Christoph Friedrich Bretzner. Número de catàleg K. 384. Es va compondre per encàrrec del mateix Stephanie, intendent de l'òpera.
Es tracta d'un singspiel amb text en alemany, compost sota la protecció de l'emperador Josep II, d'acord amb el projecte del sobirà de crear una òpera nacional alemanya. Segueix, tanmateix, les pautes de l'opera buffa italiana i de l'opéra comique francesa, a la qual aporta un nivell musical –vocal i instrumental– que significa una renovació del gènere.
Va ser l'èxit més gran de Mozart en vida i la primera òpera que va escriure a Viena. S'ha dit que és també la seva obra més alegre i la més informal. És opinió general que en aquesta òpera, Mozart es va sentir especialment feliç i inspirat i va crear una música deliciosa i captivadora, orquestrada amb especial gust i amb àries i números de conjunt d'una elegància impressionant. Només un misteri: el sultà Selim (que finalment allibera els seus presoners) no canta: és un breu paper parlat. La música de Mozart diferencia clarament, ja des de l'obertura, el món oriental (música sorollosa, amb percussió i campanetes) de l'occidental, i la música dels personatges nobles (lineal, aristocràtica) de la dels populars (amb ecos de dansa popular, sobretot en Blonde). L'emperador va felicitar Mozart, però va deixar anar un comentari: "Massa notes, Mozart", al·ludint que el compositor havia donat major densitat a l'obra del que corresponia al singspiel alemany. L'obra no és fàcil, i només els grans cantants mozartians poden atrevir-se amb papers tan difícils com aquests.

## Antecedents

### El record otomà
L'anomenat perill otomà va tenir un extraordinari paper en l'imaginari i en les pors de la cultura centreeuropea dels segles xvii i xviii. I, de forma molt precisa, en l'àmbit geogràfic de l'imperi austrohongarès. Només cal recordar el setge de Viena, el 1683, pels exèrcits del Gran Turc, dirigits per Kara Mustafa Pasha al capdavant de tres-cents mil soldats. Quan Mozart componia Zaide, al voltant del 1780, i quan va estrenar El rapte en el serrall el 1782, a part del record d'aquesta amenaça espectral que havia posat Viena i el seu imperi a la vora de la desaparició, surava encara en l'aire una certa por a l'enemic turc, ja molt debilitat, però amb el qual els austríacs van mantenir encara relacions bel·licoses. Sis anys abans de Zaide, el sultà Abdülhamid havia estat forçat a signar la pau de Kuchuk-Kainarji que va obligar els otomans a lliurar Hongria, Sèrbia i Transsilvània a Àustria. Això, però, no va aconseguir apaivagar la por: en el mateix any de la composició de Zaide, Josep II signava
amb la tsarina Caterina II de Rússia una aliança defensiva general en cas d'atac turc. De fet, l'any de l'estrena del Rapte, Josep i Catalina van pretendre, amb la conquesta d'Istanbul, desmembrar l'Imperi Otomà i repartir-se els seus territoris. En aquest context, les dues òperes de Mozart no són, com podria pensar-se, un simple entreteniment. I el seu tema no pot despatxar-se, simplement, com una moda orientalista.

### Mozart a Viena

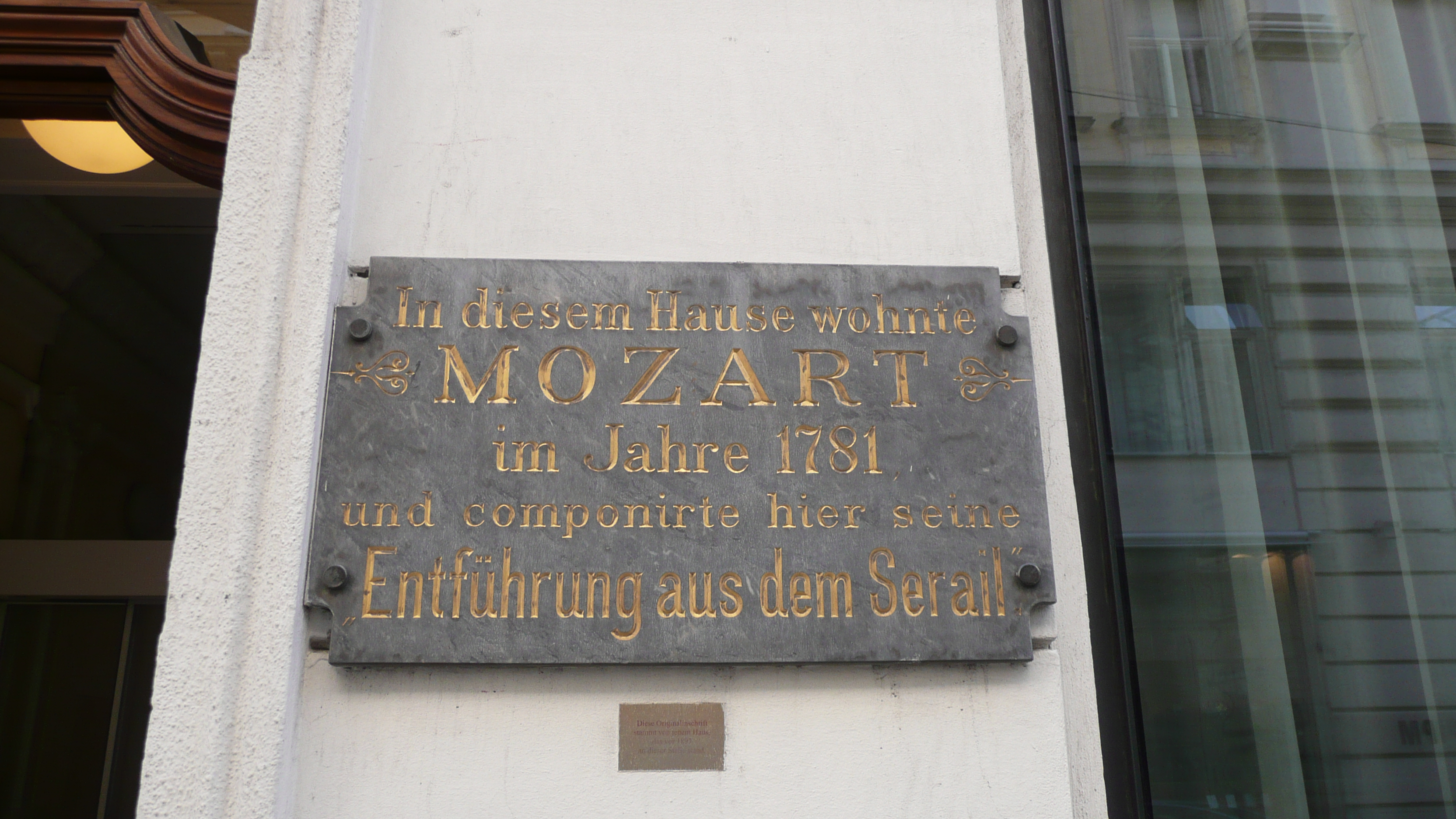
Placa commemorativa al carrer Milchgasse de Viena, on Mozart va compondre l'òpera

A principis de l'estiu del 1781 Mozart arriba a Viena sol, després d'organitzar amb èxit el seu acomiadament del servei a l'arquebisbe. Encara més significativament, estava començant a fer la separació dolorosa però necessària del seu pare, Leopold. A l'edat de 25 anys va ser, per primera vegada a la vida, un agent lliure. El seu objectiu principal era instal·lar-se a Viena com a músic madur. Mozart es convertia així, en un dels primers compositors de la història de la música que es lliurava de la tutela d'un noble, monarca o eclesiàstic, per exercir la seva professió de manera independent. Si tenim en compte que encara estava en una societat plenament immersa en l'Antic Règim, Mozart va fer un pas arriscat. La vida professional quedava estretament subjecta a gremis, amb les seves reglamentacions, o el beneplàcit de les altes jerarquies, perquè la figura de l'artista lliure no era pràcticament possible, ni tan sols a les grans ciutats.
Per descomptat, Mozart tenia molts contactes entre l'aristocràcia de la ciutat gràcies a anteriors visites amb el pare i la germana. Però no era conegut a Viena com a compositor d'òpera, tot i que Idomeneo acabava de ser un èxit a Múnic. La majoria de les seves incursions en l'òpera s'havien originat a Itàlia, i el seu intent anterior per a compondre una òpera bufa a Viena, La finta semplice el 1768, havia acabat en fracàs.

### Josep II
El rapte en el serrall fou el primer encàrrec que va rebre Mozart, ja adult, de la cort de l'emperador Josep II a Viena. L'emperador volia impulsar la cultura alemanya a Viena i amb aquesta finalitat havia creat un Teatre Nacional vienès. En aquest teatre havia reservat un lloc per a la naixent òpera alemanya (el singspiel, que en aquesta època no era sinó una comèdia amb cançons) i va decidir encarregar-ne una a Mozart. Aquest, en lloc de limitar-se al que se li havia demanat, va escriure una veritable òpera alemanya, que va tenir un gran èxit i va impulsar noves iniciatives d'aquest gènere (del mateix Mozart, de Ditters von Dittersdorf i, més tard, de Beethoven).
Pot ser que fos Josep, qui va suggerir el tema de la nova òpera de Mozart. L'ocasió de la seva estrena seria la visita d'Estat al setembre del Gran Duc Pau Petrovich de Rússia i de la seva esposa. El propòsit de la visita —negociar un acord secret que permetria a Àustria i Rússia el repartiment de l'Imperi Otomà— van fer el tema turc de Belmonte und Constanze especialment atractiu.

### Correspondència amb el seu pare
Malgrat viure ara a Viena, conservava forts llaços de dependència i confiança cap al seu pare Leopold Mozart, el qual seguia servint a l'arquebisbe a Salzburg. Coneixem gran quantitat de detalls sobre la composició d'aquesta òpera gràcies al fet que el jove Wolfgang escrivia amb freqüència al seu pare i l'informava sobre els seus progressos en la composició de la partitura.
Mozart va escriure al seu pare l'1 d'agost per dir-li que havia trobat un bon llibret per escriure una òpera. Gottlieb Stephanie el Jove (de vegades traduït com "júnior") havia arribat a Viena durant la Guerra dels Set Anys, com a presoner de guerra de Prússia. Des de llavors s'havia fet una reeixida carrera com a actor i dramaturg. Just abans de l'arribada de Mozart a Viena, Stephanie s'havia posat a càrrec de la Singspiel Nacional, un projecte en el qual l'emperador Josep II tenia un gran interès.
Sabem que Mozart es va entusiasmar amb la seva idea de connectar l'obertura amb la primera intervenció de Belmonte (la seva difícil ària inicial Hier soll ich dich denn sehen) i amb la seva enginyosa manera de fer que l'orquestra imiti la palpitació del noble cor de Belmonte en la seva segona ària O wie angstlich, o wie feurig: així l'hi va explicar al seu pare en una carta en la qual detalla el procediment:
| «                                                                    | T'agradaria saber com ho he expressat, com he indicat que li batega el cor? Fent que els dos violins toquin a l'octava. Aquesta és l'ària favorita de tots els qui l'han escoltat, i és la meva també. La vaig escriure expressament per tal que s'adaptés a la veu d'Adamberger. S'hi percep el tremolor, la vacil·lació, com el seu pit agitat es comença a omplir, això ho he expressat per mitjà d'un «crescendo». Se sent el seu murmuri i els seus sospirs -el que he indicat mitjançant els primers violins, amb sordina, i una flauta que toca a l'uníson. | » |
| — Carta de W. A. Mozart al seu pare Leopold, 26 de setembre de 1781. | |   |

Mozart va compondre amb rapidesa el primer acte. Però no hi havia manera d'acabar tot el treball abans de la visita del Gran Duc, tot i que havia estat ajornada fins al novembre. D'una banda, es va adonar dels canvis substancials que s'havien d'introduir en el llibret. D'altra banda, l'emperador podia haver tingut dubtes sobre entretenir a un gran duc rus amb una òpera sobre "turcs". Dues obres de Gluck, van ser el substitut.
Finalment Mozart acabà El rapte en el serrall en deu mesos. Però allà on l'emperador esperava un simple singspiel o comedieta amb una mica de música i un diàleg parlat de relativa extensió, Mozart va compondre una òpera de gran envergadura musical. D'aquí el cèlebre comentari de Josep II al final de la funció: «Massa notes, Mozart», sense comprendre que el compositor acabava de donar carta de naturalesa al singspiel com a veritable òpera i una empenta definitiva a l'òpera alemanya, que acabaria d'impulsar nou anys més tard amb La flauta màgica. A més, la situació de l'òpera a Turquia va permetre a Mozart jugar amb una imaginària música turca (cosa que encantava als vienesos) i sobretot cercar maneres de donar personalitat musical als seus personatges a través del tipus de música que canta cada un.
Mozart va trigar gairebé un any a completar la partitura. A aquesta tardança varen contribuir les contínues postergacions de la data d'estrena, la qual va esdevenir finalment a Viena, el 16 de juny del 1782, dies abans del matrimoni de Wolfgang Amadeus amb Constanze Weber.

## Sinopsi

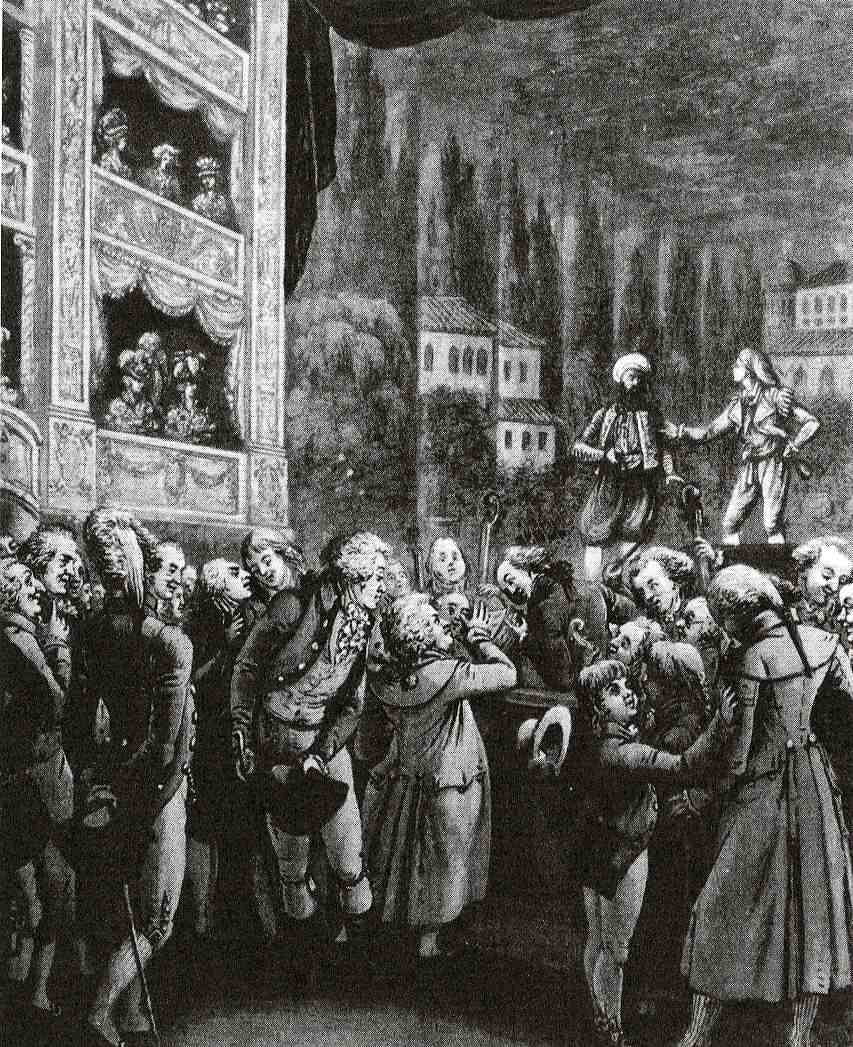
Mozart dirigint l'òpera a Berlín el 1788

Es tracta d'una turquerie, això és comicitat i embolics musicals dins d'un marc d'acció oriental, extravagant i capritxós, que, a l'època, a més de satisfer el gust o la moda d'un exòtic Pròxim Orient, permetia fer crítica social o política. Konstanze, noble dama espanyola, promesa de Belmonte, la seva serventa anglesa Blonde i Pedrillo, criat de Belmonte, han estat raptats per pirates morescos i lliurats al paixà Selim, que els tanca al seu harem i aviat s'enamora de Konstanze. Osmin, groller i cruel guardià, vol fer seva Blonde. Belmonte arriba per alliberar-los i aconsegueix introduir-se al palau. Quan les dues parelles estan a punt de fugir, Selim els sorprèn, però –contrafigura d'un modern sobirà il·lustrat– els perdona i els concedeix la llibertat.
La història té lloc al palau del paixà Selim, en algun lloc de la costa mediterrània de Turquia, cap al segle xviii.

### Acte 1
Exterior del palau del paixà Selim. Belmonte està angoixat perquè la seua núvia, Constanza, una jove i bella espanyola, va ser raptada pels pirates i venuda com a esclava junt amb la seua criada anglesa Blonde i l'enamorat d'aquesta última, Pedrillo. Belmonte la cerca per totes les bandes, i creu que la trobarà a Turquia. Apareix Osmín, criat del paixà, que ve a cercar figues al jardí i ignora completament les paraules que li dirigeix Belmonte; aquest insisteix, fins que Osmín esclata enfurit i se'n va. Arriba llavors Pedrillo, ara jardiner al palau, qui li conta que Constanza s'ha convertit en la favorita del paixà, però que li ha sigut fidel, i afegeix que la seua Blonde ha estat oferta com a regal a Osmín. Acorden raptar Constanza. Pedrillo adverteix Belmonte que s'acosta un vaixell amb el paixà, i el jove noble s'amaga.
Acompanyats per un cor de geníssers, arriben el paixà Selim i Constanza. La dama està trista i Selim, respectuós, intenta en va aconseguir el seu amor. Per recomanació de Pedrillo, que el presenta fent-lo passar per un famós arquitecte, Selim es fa amb els serveis de Belmonte. Osmín, això no obstant, no li permet accedir al palau.

### Acte 2
Jardí del palau. Blonde rebutja els acostaments amorosos d'Osmín. Després d'un duo, Osmín se'n va. Constanza saluda Blonde amb inquietud: Selim vol el seu amor i amenaça d'usar la força. Blonde li aconsella que no perdi l'esperança. Arriba el paixà i reitera els seus oferiments amorosos. Constanza el rebutja, mostrant-se disposada a acceptar les tortures que se li infligisquen, però no cedirà.
Pedrillo i Blonde parlen. Ell l'informa que Belmonte està a prop, preparat per a lluitar. Pedrillo invita Osmín a beure, confiant que s'emborratxe i quede fora de combat. El pla dona resultat, i així aparta Osmín, de manera que Belmonte pot veure novament la seua estimada Constanza. En el quartet final Belmonte i Pedrillo pregunten a les dames si han sigut fidels, i elles responen amb tristesa i enuig; els enamorats demanen perdó i tracen un pla: vindran a salvar-les a mitjanit.

### Acte 3
Quadre 1. Plaça davant el palau. Arribada l'hora, Belmonte i Pedrillo venen al jardí amb escales. Mentre Pedrillo prepara l'escala, canta Belmonte. Pren llavors el relleu Pedrillo, entonant una serenata a la seua Blonde: és el senyal per a la fuga. Belmonte aconsegueix agafar Constanza. Per desgràcia, Osmín s'ha despertat i atrapa Pedrillo quan està a punt de fugir amb Blonde; Belmonte i Constanza també són detinguts per la guàrdia. Osmín s'alegra en veure que podrà complir la seua venjança.
Quadre 2. Salons del palau. Els quatre fugits compareixen davant el paixà Selim. El governador turc reconeix en Belmonte el fill del seu pitjor enemic i clama venjança, per la qual cosa es retira per a pensar quin càstig els imposarà. Constanza i Belmonte, preparats per a morir, es juren amor etern. El cor del paixà queda commogut pel dolor dels joves i prefereix donar prova de la seua magnanimitat. Renuncia a la venjança, allibera a les dues parelles, que poden tornar a la llar. Osmín es retira, roig de ràbia, perquè s'hauria estimat més veure a tots brutalment executats. Acaba amb un final en què tots lloen la generositat de Selim.

## Anàlisi musical

### Instrumentació original
L'orquestra és clàssica, amb corda, clarinets, oboès, trompes, corns anglesos, fagots, trompetes, plats i timbals. S'afegeixen alguns instruments necessaris per a donar un timbre oriental, turc: bombo, triangle i flautí.

### Llibret
El llibret és obra de Gottlieb Stephanie, anomenat Stephanie el Jove. Es basa en un text ja existent, el de del poeta Christoph Friedrich Bretzner. Aquest text ja havia estat posat en música per Johann André (Berlín, 1781). El tema té antecedents en altres obres clàssiques, com el Filòcol de Boccaccio.
Aquest tema clàssic, unit al gust pels temes orientals de l'època, va crear un subgènere propi, les "òperes de rescat", amb creacions com it de Nicolo Jommelli, fr de Christoph Willibald Gluck, it de Joseph Haydn, o l'òpera incompleta Zaide, del mateix Mozart. D'aquesta manera, El rapte en el serrall forma part de l'entusiasme existent en l'època envers l'"exòtica" cultura de Turquia, una nació que ja no era una amenaça militar per a Àustria.
Per a molts crítics, el llibre deixa molt a desitjar. S'ha descrit com "el pitjor que mai s'ha musicat" (Edward Dent), "plagi amb moments d'il·luminació poètica" (William Mann) i "un dels més febles que Mozart va tractar" (Till). El mateix Mozart va començar a tenir dubtes i, a l'octubre, li va confessar al seu pare (a qui havia enviat una còpia del llibret) que "té tota la raó pel que fa al treball de Stephanie. ... Sóc molt conscient que els versos no són dels millors." Però el biògraf de Volkmar Braunbehrens resumeix l'atracció de la història: "El títol de havia de ser un èxit segur. Evocava imatges de l'aventura, el segrest, i l'aura al mateix temps fascinant i aterridora d'un harem turc mentre es prometia un feliç final".
Com ja va fer en la seua òpera precedent (Idomeneu, rei de Creta), Mozart va provocar nombrosos canvis en el llibret, seguint les seues pròpies idees dramàtiques, respectant l'esquema tradicional de l'òpera bufa: dos nobles enamorats seriosos, la parella còmica, el dolent salvatge (representat per Osmín) i el bo i magnànim Selim.
Tot i que d'escassa entitat literària, l'estrena d'aquesta obra va provocar les ires de Christoph
Friedrich Bretzner, del primitiu llibret del qual, Stephanie el Jove va prendre lliurement el que va voler; Bretzner va publicar un furibund article queixant-se d'aquest robatori, però no hi havia encara una legislació precisa que li permetés plantejar una reclamació judicial i les seves ires no van tenir més conseqüències.

### Estructura musical
- Obertura: breu i molt colorista, introdueix ràpidament l'espectador en l'ambient de faula i atemporalitat de l'òpera. És un número destacat, combinació de música occidental i orientalitzant.
- Acte I: Plaça davant el palau del paixà Selim

Núm. 1 Ària de Belmonte Hier soll ich dich denn sehen, Konstanze!. Ària d'entrada que caracteritza l'enamorat Belmonte.
Núm. 2 Lied i duet Wer eet Leibchen hat gefunden - Verwünscht seist Du samt deinem Liede! 
Núm. 3 Ària d'Osmín Solche hergelauf'ne Laffen. Primera ària que caracteritza perfectament aquest malèvol personatge.
Núm. 4 Recitatiu i ària de Belmonte Konstanze, dich wiederzusehen! - O wie ängstlich, o wie feurig klopft mein liebevolles Herz. És una ària que expressa el fervent amor de Belmonte i la seua incertesa sobre el destí de l'estimada.
Núm. 5 Cor de geníssers Singt dem grossen Bassa Lieder.
Núm. 6 Ària de Constanza Ach ich liebte, war so Glücklich. És un ària de coloratura, gràcies a la facilitat per als aguts de la cantant Caterina Cavalieri, intèrpret de l'estrena.
Núm. 7 Tercet Osmín, Belmonte i Pedrillo Marsch, marsch, marsch! Trollt euch fort!. És un trio breu, impetuós.
- Acte II: Jardí al palau del paixà Selim

Núm. 8 Ària de Blonde Durch Zärtlichkeit und Schmeicheln.
Núm. 9 Duet Osmín i Blonde Ich gehe, doch rate ich dir.
Núm. 10 Recitatiu i ària de Constanza Welcher Wechsel herrscht in meiner Seele - Traurigkeit ward mir zum Enllose.
Núm. 11 Ària de Constanza Martern aller Arten ("Tot tipus de tortures"). És una "Ària de tortura", típica de l'òpera seriosa, una de les més difícils del repertori que combina l'agilitat en els aguts amb solidesa en els greus. Té una introducció amb quartet de violí, violoncel, clarinet i oboè. És la gran ària d'aquest personatge, molt acurada, llarga i elaborada. Probablement és la més famosa de l'òpera. Mozart reconeix en una carta a son pare: "He sacrificat un poc l'ària de Constanza a la flexible gola de Mlle. Cavallieri."
Núm. 12 Ària de Blonde Welche Wonne, welche Lust.
Núm. 13 Ària de Pedrillo Frisch zum Kampfe! Frisch zum Streite! 
Núm. 14 Duet Pedrillo i Osmín Vivat Bacchus! Bacchus lebe! 
Núm. 15 Ària de Belmonte Wenn Der Freunde Tränen fliessen. Mozart se sentia particularment orgullós d'aquesta ària.
Núm. 16 Quartet Constanza, Belmonte, Blonde i Pedrillo Ach, Belmonte! Ach, mein Leben!
- Acte III: Plaça enfront del palau del paixà Selim. Mitjanit.

Núm. 17 Ària de Belmonte Ich baue Ganz auf deine Stärke
Núm. 18 Romança de Pedrillo In Mohrenland gefangen war, és la peça més destacada d'aquest personatge.
Núm. 19 Ària d'Osmín Ha! wie will ich triumphieren. Aquesta és l'ària més destacada del personatge, i una de les més difícils per a baixos, perquè arriba per dues vegades fins al re profund, la nota més greu que s'exigeix a una veu en òpera. Mozart la va compondre pensant en el primer Osmín, Ludwig Fischer.
Núm. 20 Recitatiu i duet Welch eet Geschick! O Qual der Seele! - Meinetwegen sollst du sterben! 
Núm. 21 Quintet-vodevil Nie werd' ich deine Huld verkennen i Cor de geníssers Bassa Selim lebe Lange!. Aquest vodevil final lloa la magnanimitat i la tolerància.

### Estrena

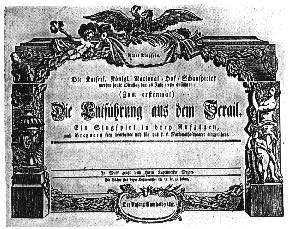
Cartell anunciant l'estrena de l'òpera el 16 de juliol 1782 al Burgtheater

Es va compondre per encàrrec de l'intendent de l'òpera de Viena, Gottlieb Stephanie. Poc abans de l'arribada de Mozart a Viena, Stephanie havia estat nomenat per a fer-se càrrec del Singspiel Nacional, un projecte en què l'emperador Josep II d'Habsburg estava interessat des del 1776; el seu objectiu era crear una òpera nacional que s'oposara a les destacades escoles francesa i italiana.
Mozart acabava d'arribar a Viena, després de ser acomiadat per l'arquebisbe Colloredo. Va tardar gairebé un any a compondre-la: des del juliol del 1781 fins al maig del 1782. En la correspondència entre Mozart i son pare Leopold es descobreix la gènesi d'aquesta obra, com veia Mozart cada un dels números, i fins i tot les seues idees sobre l'evolució del gènere singspiel.
Es va estrenar en el "Theater nächst der Burg", abreujadament, "Burgtheater" de Viena el 16 de juliol de 1782, pocs dies abans que Mozart es casara amb Constanze Weber
Es coneixen els cantants de l'estrena:
- Constanza, Caterina Cavalieri (1755-1801), soprano extraordinàriament dotada per a la coloratura, amb fàcils i àgils aguts. Va ser alumna d'Antonio Salieri.
- Blonde, soprano, Thérèse Teiber o Teyber, més tard Arnold.
- Belmonte, tenor, Johann Valentin Adamberger (1743-1804), molt estimat per Mozart com a cantant i com a amic.
- Pedrillo, tenor Johann Ernst Dauer
- Osmín, baix Karl Ludwig Fischer, que destacava per l'amplitud de la seua tessitura i la facilitat per a saltar sobre amplis intervals.
- paixà Selim, actor Dominik Jautz. No se sap bé per què aquest personatge només té intervencions parlades. Una de les explicacions que s'ha donat és que el tenor Joseph Walter, que en principi anava a fer-se'n càrrec, va ser acomiadat.

L'òpera va ser un gran èxit. Diversos anecdotaris conten que, en acabar la representació, l'emperador Josep II va dir "massa refinada per a les nostres oïdes i massa notes, estimat Mozart", a la qual cosa el compositor va respondre: "Només les justes, majestat".
El musicòleg Conrad Wilson suggereix que aquesta és una traducció errònia de l'alemany: "el que va dir realment (si és que ho va dir) seria 'un extraordinari nombre de notes', el que no és el mateix."
El compositor va escriure a son pare: "la gent es torna boja per aquesta òpera". Va establir la reputació de Mozart a Viena, perquè suposava la realització d'un desig llargament expressat per l'emperador: una òpera d'èxit, genuïnament alemanya. Es va guanyar el respecte, també, dels músics, entre ells, el de Gluck. Només durant l'any 1782 va atènyer el nombre de quinze representacions.
En vida de Mozart, va ser la seua obra més divulgada fora de Viena. A la tardor va ser representada a Praga. En els anys següents, va ser representada en diversos llocs de parla alemanya: Frankfurt del Main, Bonn, Leipzig, Múnic, Kassel, Berlín i Stuttgart. A Viena va formar part del repertori del Burgtheater.
A Barcelona, però, va trigar a arribar, ja que no es va representar al Liceu fins al 3 de gener de 1928, dirigint llavors l'orquestra el mestre Eugen Szenkar i sent els intèrprets les senyores Jolk i Schellenberg i els senyors Rosswaenge, Sehutzendorff, Seydel i Wiedemann.

### Valoració
Mozart tenia vint-i-sis anys quan la va compondre. Es troba al començament de la seua carrera com a músic independent, a Viena. Aconsegueix amb aquesta òpera encapçalar la creació d'una òpera nacional en alemany.
Com a singspiel, gran part de l'acció evoluciona amb el diàleg parlat, de manera que la música no té recitatius i consisteix, completament, en números tancats. Pretenia entretenir, utilitzant molts elements de la trama i la caracterització que ja havien estat establerts per la Comèdia de l'Art.
És la primera obra mestra de Mozart en el gènere còmic. És una obra brillant, "de matisos psicològics i dramàtics: una obra impregnada de poesia, de tremolors, de ràbia, d'humor, de tendresa, que s'identificava amb el quadre més alt d'aquell famós Rührstück que tan profundament seduïa el cor de l'espectador, famolenc d'emocions" (Amadeo Poggi).
Destaca per la plena caracterització psicològica dels personatges, l'alternança de l'alegria i la malenconia tan típica de Mozart, els personatges canten segons el seu origen social (la parella noble canta de manera seriosa, a Blonde i Pedrillo els correspon una música més popular) i, finalment, per la mescla música occidental amb moments "a la turca".

## Adaptacions
El compositor finlandès Aulis Sallinen ha escrit una òpera titulada The Palace que conté personatges del Rapte, i usa la trama de l'òpera de Mozart com a punt d'arrancada per a una fantasia.
Produccions per a televisió:
- Die Entführung aus dem Serail (1980) producció alemanya per a televisió, dirigida per Karlheinz Hundorf, amb Thomas Holtzmann, Francisco Araiza, Edita Gruberová, Reri Grist, Norbert Orth i Martti Talvela.
- Die Entführung aus dem Serail (1987) producció anglesa per a televisió, dirigida per Humphrey Burton, amb Deon van Der Walt, Inga Nielsen, Lillian Watson, Kurt Moll, Lars Magnusson i Oliver Tobias.
- Die Entführung aus dem Serail (1990) producció sueca per a televisió, dirigida per Thomas Olofsson, amb Aga Winska, Marianne Hellström, Richard Croft, Bengt-Ola Morgny, Tamás Szüle i Emmerich Schäffer.
- Die Entführung aus dem Serail (1991) producció alemanya per a televisió, dirigida per Claus Viller, amb Ruth Ann Swenson, Malin Hartelius, Hans Peter Blochwitz, Manfred Fink, Kurt Rydl i Matthias Habich.
- Die Entführung aus dem Serail (1997) producció austríaca per a televisió, dirigida per Alexandre Tarta, amb Christine Schäfer, Malin Hartelius, Paul Groves, Andreas Conrad, Franz Hawlata i Akram Tillawi.
- Die Entführung aus dem Serail (1999) producció alemanya per a televisió, dirigida per János Darvas, amb Catherine Naglestad, Kate Ladner, Matthias Klink, Heinz Göhrig i Roland Bracht.
- Die Entführung aus dem Serail (2000) producció suïssa per a televisió, dirigida per Stéphane Matteuzzi, amb Natalie Dessay, Akie Amou, Roberto Saccà, Francesco Piccoli, Kurt Rydl i Christoph Quest.
- Die Entführung aus dem Serail (2003) producció francosuïssa per a televisió, dirigida per Chloé Perlemuter, amb l'actor Klaus Maria Brandauer com Selim, Malin Hartelius, Patricia Petibon, Piotr Beczala, Boguslaw Bidzinski i Alfred Muff.
- Die Entführungaus dem Serail (2009/2010) Orquestra Simfònica i Cor del Gran Teatre del Liceu

### Discografia
- Amb direcció de Ferenc Fricsay, amb S. Sarabas, Rita Streich, Anton Dermota, H. Krebs, Josef Greindl, Cor de Cambra de Berlín, Orquestra RIAS. Gravació d'un concert públic. (1949, MYTO).
- Amb direcció de sir Thomas Beecham, amb L. Marshall, I. Hollweg, Léopold Simoneau, G. Unger, G. Frick. Societat Coral Beecham. Reial Orquestra Filharmònica (1956, EMI).
- Amb direcció de Josef Krips, amb Anneliese Rothenberger, Lucia Popp, Nicolai Gedda, G. Unger, G. Frick, Cor de l'Òpera de Viena, Orquestra Filharmònica de Viena (1966, EMI)
- Amb direcció de Karl Böhm, amb Arleen Augér, Reri Grist, Peter Schreier, H. Neukirch, Kurt Moll, Orquestra de Dresden, Cor de Leipzig (1973, DG)
- Amb direcció de Colin Davis, amb Christiane Eda-Pierre, Norma Burrowes, Stuart Burrows, Robert Tear, Robert Lloyd, Curd Jürgens, Cor John Alldis i l'Acadèmia de St. Martín in the Fields (1978, Philips)
- Amb direcció de John Eliot Gardiner, amb Luba Orgonasova, C. Sieden, S. Ols-ne, U. Peper, C. Hauptmann, Cor Monteverdi, Solistes Barrocs Anglesos, interpretació amb instruments originals (1992, Arxiv).
- Amb direcció de Nikolaus Harnoncourt, amb Yvonne Kenny, Lilian Watson, Peter Schreier, Wilfried Gamlich, Matti Salminen, Cor de l'òpera de Zuric i Orquestra Mozart de Zuric (Teldec)
- Amb direcció de Georg Solti, amb Edita Gruberová, Kathleen Battle, Gösta Winbergh, Heinz Zednik, Martti Talvela, Cor de l'Òpera estatal de Viena, Orquestra Filharmònica de Viena (Decca).